# Замятина, Ольга Александровна
Ольга Александровна Замятина (в замужестве — Кузнецова; род. 3 мая 1987, Ленинград) — российская детская писательница. Лауреат Всероссийского литературно-педагогического конкурса с международным участием «Добрая Лира» (2021) и Международной литературной детской премии им. В. П. Крапивина (2021).

## Биография
Ольга Замятина родилась 3 мая 1987 года в Ленинграде. С трёхлетнего возраста придумывала загадки, сочиняла стихи. Во Дворце творчества юных в литературном клубе «Дерзание» с девочкой занимались такие поэты, как Алексей Шевченко, Алексей Ахматов, Сергей Макаров. Несмотря на юный возраст, её уже в 14 лет приняли в Международный профессиональный союз писателей.
Несмотря на то, что девочке пророчили большое поэтическое будущее, она приняла решение поступать в физико-математический лицей № 239. После трёх лет учёбы в лицее поступила на математико-механический факультет Санкт-Петербургского государственного университета, который окончила с красным дипломом. Продолжила обучение в аспирантуре и защитила кандидатскую диссертацию в СПбГУ, а затем диссертацию на степень Doctor of Philosophy в Университете Йювяскюля (Финляндия) в рамках совместной российско-финской научно-образовательной программы.
Параллельно с учёбой Ольга писала статьи для глянцевых журналов и сценарии для телевизионных передач, позднее возобновила создание художественных текстов. Рождение детей сподвигло её на написание книг, которые были бы интересны именно им — так она пришла к детской литературе.
Переломным стал 2020 год — первая повесть Ольги для подростков «Тестовая группа» попала в полуфинал конкурса «Новая детская книга», после чего издательствами с автором были подписаны первые договоры. В 2021 году в издательстве «Аквилегия-М» вышла её первая книга «Один на тысячу». Помимо собственных изданий, произведения писательницы опубликованы также в ряде коллективных сборников.
Работы Ольги Замятиной были отмечены рядом премий. Особо сама автор выделяет полученную в 2021 году премию имени Владислава Петровича Крапивина за повесть «Роман с читателем». Эта книга включена центральной городской детской библиотекой имени Аркадия Петровича Гайдара в ежегодный каталог «100 лучших новых книг для детей и юношества» в 2022 году.

## Награды и премии
- 2020 – полуфиналист конкурса «Новая детская книга» в номинации «Истории на вырост» (за повесть «Тестовая группа»);
- 2021 — лауреат Всероссийского литературно-педагогического конкурса с международным участием «Добрая Лира» в номинации «Художественная литература для младшего школьного возраста» (за сказку «Стёпа-первоклассник»);
- 2021 — лауреат Международной детской литературной премии имени В. П. Крапивина в номинации «Выбор Командора» (за повесть «Роман с читателем»);
- 2021 — победитель (III премия) Международного конкурса на лучшее произведение для детей «Корнейчуковская премия», в номинации «Проза для детей старшего возраста и юношества» (за подборку рассказов «По мере взросления»);
- 2021 — полуфиналист конкурса издательства «Белая ворона» (тема сезона — «Тайна»);
- 2021 — финалист Конкурса сказок Литературного института имени А. М. Горького (за сказку «Мартышкино»);
- 2021 — финалист Международной молодежной премии «Восхождение» в номинации «Детская и подростковая литература» (за сборник повестей «Один на тысячу»).